# 第58屆大鐘獎
《第58屆大鐘獎》（韓語：제58회 대종상），是韓國電影獎大鐘獎的頒獎典禮，將於2022年12月9日在建國大學新千年大廳舉行頒獎禮，由流行音樂專欄作家金泰勳主持。入圍名單於2022年10月12日公布，12月9日通過有線電視頻道ENA同步直播。
本屆頒獎禮原定在今年6月中旬舉行，但由於主辦方韓國電影人總聯合會與委託企業Daoll娛樂之間的法律糾紛而延期舉行。

## 介紹
在經歷了往屆的諸多爭議後，第58屆大鐘獎將進行改革宣告新出發。本屆頒獎禮不再採用出品制，而是採用預審評審團選定作品的方式，並廢除了一直引起爭議的雙黃蛋得獎結果。初審評審團由評審委員長柳永植導演、吳東鎮評論家、李相基導演、梁慶美評論家、金炯錫PD、許谷淑評論家、金孝貞評論家、朱成者記者、安鎮勇記者、金智秀記者、李善弼記者等11人擔任。
候選作品以2021年10月1日至2022年9月30日在韓國上映的電影作品為評審對象。本屆頒獎禮將設置國民評審團，成員通過發行約10000個大鐘獎NFT來進行選定，擁有大鐘獎NFT的人可以對六個主要獎項行使投票權，此投票將與專業評審團以1:1的比例進行反映。
終審評審團由韓國劇本作家協會理事長方順貞、韓國電影演員協會理事長李鎮英、韓國攝影導演協會理事長金基泰、韓國電影技術團體協議會理事會姜大英、導演林順禮、演員裴宗玉、演員梁東根、檀國大學電影系教授金善雅、同德女子大學放送演藝系教授太寶拉、導演朴鐘元、評論家鄭在亨組成。

## 獲獎及提名名單

### 最優秀作品獎
獲獎者：《分手的決心》
- 《獵首密令》
- 《王者制造：选战之狐》
- 《闲山：龙的出现》
- 《嬰兒轉運站》

### 導演獎
獲獎者：邊聖鉉《王者制造：选战之狐》
- 朴贊郁《分手的決心》
- 金漢珉《闲山：龙的出现》
- 申秀媛《致敬（英语：Hommage (film)）》
- 洪常秀《在你面前（英语：In Front of Your Face）》

### 男主角獎
獲獎者：朴海日《分手的決心》
- 薛耿求《王者制造：选战之狐》
- 宋康昊《嬰兒轉運站》
- 鄭雨盛《獵首密令》
- 李炳憲《非常宣言》
- 柳承龍《人生真美麗》

### 女主角獎
獲獎者：廉晶雅《人生真美麗》
- 汤唯《分手的決心》
- 李慧英《在你面前（英语：In Front of Your Face）》
- 李姃垠《女影人生》
- 朴素淡《極速快遞》

### 男配角獎
獲獎者：卞約漢《闲山：龙的出现》
- 朴智煥《犯罪都市2》
- 趙宇鎮《王者制造：选战之狐》
- 孫錫久《犯罪都市2》
- 任時完《非常宣言》
- 金希沅《只有形式的罗曼史》

### 女配角獎
獲獎者：林潤娥《共助2》
- 吳娜拉《只有形式的罗曼史》
- 田慧振《獵首密令》
- 孔敏贞《恋爱缺席的罗曼史》
- 金香起《闲山：龙的出现》
- 林智妍《靈魂脫離者》

### 新人男演員獎
獲獎者：無真星《只有形式的罗曼史》
- 金東輝《奇怪的數學家》
- 陳俊翔《女影人生》
- 李洪耐《热血》
- 邕聖祐《人生真美麗》

### 新人女演員獎
獲獎者：金惠奫《推土機上的少女》
- 申詩雅《魔女二部曲：另一個她》
- 李知恩《嬰兒轉運站》
- 趙尹瑞《奇怪的數學家》
- 朴世阮《6/45》
- 高允贞《獵首密令》

### 新人導演獎
獲獎者：朴伊雄《推土機上的少女》
- 曹恩智《只有形式的罗曼史》
- 李相龍《犯罪都市2》
- 李政宰《獵首密令》
- 南宮善《十個月的未來（英语：Ten Months）》
- 李蘭熙《休假》

### 劇本獎
獲獎者：丁瑞慶、朴贊郁《分手的決心》
- 趙承熙、李政宰《獵首密令》
- 邊聖鉉、金民洙《王者制造：选战之狐》
- 金漢珉、尹洪基《闲山：龙的出现》
- 朴奎泰《6/45》

### 配樂獎
獲獎者：金俊锡《人生真美麗》
- 曹永旭《分手的決心》
- 曹永旭《獵首密令》
- Mowg《魔女二部曲：另一個她》
- 李丙雨、鄭智勳《非常宣言》
- 張英圭《外星+人》

### 美術獎
獲獎者：柳星姬、李河俊《外星+人》
- 柳星姬《分手的決心》
- 朴日賢《獵首密令》
- 韓雅凜《王者制造：选战之狐》
- 韓雅凜《闲山：龙的出现》
- 李穆元《非常宣言》

### 攝影獎
獲獎者：朱成林《犯罪都市2》
- 金智龍《分手的決心》
- 李模介（英语：Lee Mo-gae）《獵首密令》
- 金泰聖《闲山：龙的出现》
- 李模介《非常宣言》
- 洪坰杓《嬰兒轉運站》

### 視覺效果獎
獲獎者：諸葛昇《外星+人》
- 諸葛昇《海賊：鬼怪的旗幟》
- 張民載《魔女二部曲：另一個她》
- 鄭成鎮《闲山：龙的出现》
- 洪正浩《非常宣言》

### 照明獎
獲獎者：李成煥《獵首密令》
- 申相烈《分手的決心》
- 李吉奎《王者制造：选战之狐》
- 金慶碩《闲山：龙的出现》
- 李成煥《非常宣言》

### 服裝獎
獲獎者：權有鎮《闲山：龙的出现》
- 郭正愛《分手的決心》
- 趙常景、崔允善《獵首密令》
- 趙熙蘭《王者制造：选战之狐》
- 權有鎮、李惠蘭《海賊：鬼怪的旗幟》
- 趙常景《外星+人》
- 崔世妍《人生真美麗》

### 剪輯獎
獲獎者：金鮮珉《犯罪都市2》
- 金尚範（英语：Kim Sang-bum (film editor)）《分手的決心》
- 金尚範《獵首密令》
- 李江熙、安賢建《闲山：龙的出现》
- 金佑賢、李康日《非常宣言》
- 申珉景《外星+人》

### 紀錄片獎
獲獎者：《I am More (모어)》
- 《縫紉機姐妹（朝鲜语：미싱타는 여자들）》
- 《成功粉絲》
- 《畫水滴的男人（朝鲜语：물방울을 그리는 남자）》
- 《走向你的路 (너에게 가는 길)》

### 大眾關注的視線獎
獲獎者：申秀媛《女影人生》
- 《泰壹》
- 《巫女圖》
- 《語意錯誤：The Movie》
- 《休假》
- 《懷孕的樹和鬼怪》

### People's Award
獲獎者：朴智焕、吳娜拉

### New Wave獎
獲獎者：邕聖祐、朴宰燦、朴世阮、趙尹瑞

### 特別獎 - 電視電影導演獎
獲獎者：李祖英《安娜：導演版》

### 功勞獎
獲獎者：安聖基

## 爭議
2022年5月，主辦方韓國電影人總聯合會以擔任本屆頒獎禮組織委員會的Daoll娛樂為對象，向法院申請禁止活動的假處分申請和合同無效的訴訟。Daoll娛樂主張，影協選出新任會長後單方面通報合同無效。影協方面則稱，因雙方協商出現巨大分歧，無法達成協議才尋求通過法律解決。
2022年10月，就在公布入圍名單後不久，Daoll娛樂反訴韓國電影人總聯合會要求其賠償單方面毀約造成的損失，並提出禁止舉辦活動的假申請處分，聲稱6月份的法院判決結果要求雙方在本案訴訟判決結束前，雙方都不允許舉辦此次頒獎禮，而影協方面卻強行要在12月舉辦。影協發布聲明反駁Daoll娛樂的主張與事實不符，堅稱影協對大鐘獎的主辦資格是明確的。

## 外部鏈接
- 大鐘獎官方網站
- 第58屆大鐘獎的Instagram帳戶
- 第58屆大鐘獎的X（前Twitter）
- 第58屆大鐘獎的Facebook專頁
- 大鐘獎官方Blog
- YouTube上的大鐘獎官方YouTube頻道
- 第58屆大鐘獎在Naver電影的資料 （页面存档备份，存于）